# Кларк, Марк Уэйн
Марк Уэйн Кларк (англ. Mark Wayne Clark; 1 мая 1896, Сэкетс-Харбор, Нью-Йорк — 17 апреля 1984, Чарльстон, Южная Каролина) — американский военачальник времён Второй мировой и Корейской войны. Вышел в отставку в звании генерала.

## Молодость и начало службы
Марк Уэйн Кларк родился в Бараках Мэдисона в Сэкет-Харборе, штат Нью-Йорк в семье кадрового пехотного офицера Чарльза Кларка. Большую часть детства он провёл в Форт-Шеридане, Иллинойс, куда был переведён его отец. Мать Марка, Ребекка Эзекиэльс, была дочерью еврейских иммигрантов из Румынии, но позже (во время военной учёбы) он принял крещение по епископальному обряду.
В семнадцать лет Марк был принят в Вест-Пойнт, и в апреле 1917 года окончил его в звании второго лейтенанта. Он не был в числе лидеров выпуска, заняв 110 место из 139 человек в классе при аттестации. В связи с быстрым увеличением армии США после вступления в Первую мировую войну он уже в мае получил следующее звание, первого лейтенанта, а в августе капитанские погоны. В этом звании он принимал участие в боевых действиях во Франции (впоследствии награждён за проявленную храбрость) и получил серьёзное шрапнельное ранение в Вогезах, после чего был отправлен на штабную работу в генштаб 1-й армии. После возвращения в строй он участвовал в рядах 3-й армии в Сен-Миельском и Мёз-Аргоннском наступлении. После окончания войны он служил в генштабе 3-й армии.

## Между мировыми войнами
Вернувшись в США в 1919 году, Кларк за короткое время сменил несколько должностей и аттестовался командирами как «исключительно способный офицер». В частности, он участвовал в кампании по рекрутскому набору солдат в 1921 году. В 1924 году он женился на Морин Доран. В следующие два года у них родились двое детей: сын Уильям и дочь Патриция-Энн.
Закончив профессиональные офицерские курсы в 1925 году, Кларк был прикомандирован к штабу 30-го пехотного полка. После этого он получил назначение инструктором в Национальную гвардию Индианы, а с 1929 по 1933 год служил инструктором при военном министерстве, где в 1933 году, через 15 лет после получения капитанского звания, был произведён в майоры.
В 1935 году Кларк прошёл курс обучения в Колледже командования и Генерального штаба армии США , а в 1937 году — в Военном колледже армии США. В промежутке между этими курсами он выполнял обязанности заместителя начальника штаба Седьмого округа Гражданского корпуса охраны окружающей среды в штате Небраска. После выпуска из Военного колледжа Кларк получил назначение в Форт-Льюис (штат Вашингтон), где его задачей, в частности, была отработка с Третьей пехотной дивизией армии США тактики высадки морского десанта. В марте 1940 года Кларк стал инструктором в Военном колледже и в том же году получил звание подполковника. В этот период он также помогал генералу Лесли Макнейру в подготовке крупномасштабных учений в штате Луизиана, в частности, разработав сценарий учебной высадки десанта в количестве 14 тысяч солдат.
В августе 1941 года Кларк был повышен на два звания, став бригадным генералом, в рамках увеличения численности состава вооружённых сил США, готовившихся к вступлению во Вторую мировую войну. Он получил назначение на должность помощника начальника Генерального штаба армии США по оперативной части. Биографы объясняют его стремительный подъём по карьерной лестнице в этот период, в частности, близким знакомством с начальником Генерального штаба армии США Джорджем Маршаллом и Дуайтом Эйзенхауэром, с которым они вместе учились в Вест-Пойнте и чьему переводу с Филиппин в Форт-Льюис он способствовал в 1939 году.

## Начало Второй мировой войны и боевые действия в Африке
Через месяц после вступления США во Вторую мировую войну Марк Кларк был назначен заместителем начальника штаба сухопутных войск армии США, а меньше чем через полгода стал начальником штаба. В апреле 1942 года он был произведён в генерал-майоры. Примерно в это же время, в частности, по его рекомендации, Джордж Маршалл поставил Эйзенхауэра во главе вооружённых сил, предназначенных для действий в Европе. Позднее Кларк был назначен командующим Вторым корпусом, а в октябре — заместителем главнокомандующего силами союзников в Северной Африке и в этом качестве направлен в Англию налаживать контакты с британскими союзниками. Вместе с Эйзенхауэром и британцами он разрабатывал план операции «Факел» — вторжения в Северную Африку, назначенного на 8 ноября 1942 года.
Накануне начала африканской операции, Кларк был доставлен на подводной лодке в расположение частей вишистской армии в Северной Африке для ведения секретных переговоров с дружественно настроенными французскими офицерами. Вскоре после высадки ему удалось арестовать и склонить на сторону союзников адмирала Жана-Франсуа Дарлана, высшего офицера французских войск в Африке. В ноябре он получил звание генерал-лейтенанта и в этом звании командовал действиями сухопутных войск США в Африке под общим руководством Эйзенхауэра.

## Боевые действия в Италии
В 1943 году Марк Кларк был назначен командующим Пятой армии, первой из американских армий, которая должна была принять участие в боях в континентальной Европе. Назначая его ответственным за высадку в Италии, Дуайт Эйзенхауэр характеризовал его как «лучшего специалиста в подготовке войск, организации и планировании, которого я знаю». Пятая армия под командованием Кларка провела высадку с моря на побережье Салерно 9 сентября 1943 года. 1 октября был взят Неаполь, после чего боевые действия в Италии приобрели затяжной и ожесточённый характер. Частые появления Кларка на передовой в ходе боёв снискали ему уважение солдат.
Дальнейшее продвижение союзных войск под командованием генерала Харольда Александера в составе американской Пятой и британской Восьмой армии было остановлено укреплениями немцев, составлявшими так называемую линию Густава. Немцы (Десятая армия вермахта) занимали господствующие высоты за долинами у города Кассино, сами долины были затоплены, и продвижение по ним бронетехники было крайне затруднено. Первый штурм линии Густава закончился неудачей, равно как и последовавшая за ним попытка обойти немцев с фланга, высадив десант в районе Анцио: части Шестого корпуса армии США, занявшего плацдарм у Анцио, оказались блокированы оперативно отреагировавшими на высадку немецкими войсками. Неудачная попытка форсирования реки Рапидо в ходе первого штурма силами 36-й дивизии стоила американцам жизней 1700 солдат и даже стала объектом расследования Конгресса после окончания войны.
В зимние месяцы и начале весны был предпринят ещё ряд штурмов линии Густава, а также бомбёжки монастыря Монте-Кассино и города Кассино, полностью разрушенных американской авиацией, что, однако, мало повлияло на ситуацию, хотя и вызвало волну критики в том числе и в США и Великобритании. Только 12 мая в результате операции «Диадема» линия Густава наконец была прорвана на западе Италии, и Пятая и Восьмая армии устремились вперёд. В последнюю декаду мая пала и следующая линия обороны немцев, линия Гитлера, а 23 мая Шестой корпус под командованием Люциана Траскотта прорвал окружение в районе Анцио и пошёл на соединение с основными силами.
По плану Александера, части Пятой армии должны были после этого перерезать шоссе № 6 и замкнуть окружение отступавшей Десятой армии. Однако этому плану не суждено было сбыться, так как Кларк в этот момент принял решение, шедшее вразрез с полученными инструкциями, — идти прямо на Рим. Военные историки традиционно критикуют Кларка за его неповиновение инструкциям. Вместо того, чтобы попытаться замкнуть котёл вокруг Десятой армии, он повернул почти все свои силы против Четырнадцатой армии, занимавшей оборонительные позиции на линии Цезаря в Альбанских горах, отбросил её и 4 июня, накануне высадки союзных войск в Нормандии, вступил в Рим. Это позволило Десятой армии отступить на новые оборонительные рубежи, к Готской линии, где к ней присоединились остатки Четырнадцатой армии.
Этот шаг часто объясняют тщеславием Кларка, в частности, стремлением отличиться до начала операции в Нормандии, намеченного на 5 июня, или его англофобией и нежеланием уступить британцам право первыми вступить в Рим. Однако военный историк Джеймс Холланд полагает, что решение Кларка было продиктовано нежеланием подставлять фланг частям Четырнадцатой армии. По мнению Холланда, Кларк, отдавая себе отчёт в том, что у него мало полководческого опыта, и помня о трудностях, с которыми он столкнулся при высадке в Салерно и в первой битве за Кассино, не хотел оказаться на грани поражения, если, подчиняясь инструкциям, подставит фланг и тыл немецким частям. Холланд также ставит под сомнение выполнимость плана «Диадема», доказывая, что армия Кларка, которой для выполнения задания нужно было совершить переход по горам, просто не успела бы отрезать отступающим немцам путь на север и манёвр не имел смысла. Кроме того, Холланд доказывает, что бросок на Рим вовсе не был движением по пути наименьшего сопротивления и что, упустив Десятую армию, Кларк во время своего манёвра нанёс значительные потери Четырнадцатой. Наконец, Холланд утверждает, что идеологическое значение быстрого вступления войск союзников в Рим (ставший первой освобождённой от нацистов европейской столицей) было само по себе достаточно велико и после него инициатива в кампании полностью перешла в руки союзников.
Тем не менее, взятие Рима заставило группу армий в Италии расстаться с частью войск, по требованию Рузвельта и Сталина переброшенных на юг Франции с целью поддержки высадки в Нормандии. Это означало, что у Александера (а позже у Кларка, принявшего у него командование над войсками союзников в Италии) не хватит сил для взятия Готской линии.
В ноябре 1944 года Кларк принял командование 15-й группой армий, став таким образом преемником Александера на посту главнокомандующего войсками союзников в Италии. Александер в свою очередь был назначен командующим всеми войсками союзников на Средиземноморском театре военных действий. Объединёнными усилиями Пятой и Восьмой армий Кларку зимой 1944 и весной 1945 года удалось сломить сопротивление немцев на Готской линии и форсировать реку По. В марте 1945 года он был произведён в четырёхзвёздные генералы, а 2 мая принял капитуляцию немецких войск в Италии.

## Послевоенные годы
После окончания войны, 6 июля 1945 года, Марк Кларк был назначен командующим союзными оккупационными силами в Австрии. В этой должности он противостоял попыткам советской стороны повлиять на определение будущего послевоенной Австрии, решал вопросы, связанные с размещением перемещённых лиц и обеспечением минимальных продовольственных рационом для жителей страны, и руководил распределением американской финансовой помощи, направляемой на восстановление австрийской экономики. С января по апрель 1947 года он принимал активное участие в первых раундах переговоров по составлению Австрийского государственного договора, в дальнейшем определившего рамки независимости новой Австрии. Журнал «Time» писал об этой деятельности Кларка: «Марк Кларк сделал больше, чем кто бы то ни было, чтобы дать Австрии силы и мужество, необходимые для независимости».
Вернувшись в США в 1947 году, Кларк возглавил 6-ю армию, расквартированную вблизи Сан-Франциско, а в 1949 году был назначен командующим сухопутных войск армии США. На следующий год в штате Вашингтон завершилось строительство моста, названного в его честь.
В октябре 1951 года президент Трумэн объявил о намерении назначить Марка Кларка послом США в Ватикане. Попытка установить полноценные дипломатические отношения с Ватиканом вызвала резкие протесты протестантских кругов, и в январе Кларк официально отклонил это предложение.

## Участие вКорейской войне
В феврале 1951 года Марк Кларк был направлен в Корею с целью анализа условий и разработки тактики для последующего использования в боевой подготовке; по просьбе коллег, особое внимание он уделил разработке тактики ведения ночного боя. В мае 1952 года он вернулся в Корею уже в качестве главнокомандующего силами США на Дальнем Востоке и войсками США в составе сил ООН в Корее, сменив на этом посту Мэтью Риджуэя. К моменту прибытия Кларка в Корею в боевых действиях наступило затишье, и они велись в основном в воздухе. Переговоры о прекращении огня с северокорейской стороной также зашли в тупик: камнем преткновения был пункт об обмене военнопленными, по которому Северная Корея настаивала на силовой репатриации всех военнопленных, а американцы предлагали разрешить вернуться только желающим.
В мае и июне в лагерях военнопленных, где содержались северные корейцы, вспыхнули бунты, очевидно, подготовленные секретными агентами КНДР, сознательно сдавшимися в плен с этой целью. Второй бунт по приказу Кларка был жестоко подавлен, погибли 150 военнопленных и один американский солдат. Сопротивление военнопленных было сломлено, начальники лагерей, допустившие мятеж, были сняты с должности, а вскоре были разработаны методы обнаружения агентов.
Одновременно Кларку приходилось бороться с попытками президента Южной Кореи Ли Сын Мана саботировать мирные переговоры. Выведенный из себя упорством Ли Сын Мана и его диктаторскими замашками, Кларк даже разработал план по его смещению с должности.
Планы Кларка по расширению боевых действий на суше, которые, как считали он и один из его предшественников в должности Дуглас Макартур, должны были привести к окончательной победе в войне, были отвергнуты политическим руководством. Вместо этого Кларк получил разрешение на бомбёжку северокорейских электростанций на реке Ялуцзян, оставившую на две недели Северную Корею без электроэнергии, а также на расширение бомбардировок других объектов инфраструктуры и Пхеньяна, до этого бывшего неприкосновенным.
В феврале 1953 года Кларку удалось добиться от Ким Ир Сена и Пэн Дэхуая согласия на первый обмен военнопленными. В апреле американская дипломатия привела к согласию северокорейской стороны на предоставление жительства в нейтральных странах тем военнопленным, кто не хотел возвращаться назад. Американское давление вынудило пойти на уступки и Ли Сын Мана, вплоть до июля саботировавшего все попытки добиться соглашения о прекращении огня, если китайские войска останутся к югу от Ялуцзян. В конце июля Кларк подписал соглашение о прекращении огня, так и не добившись решительной военной победы.
7 октября Кларк сложил с себя полномочия командующего силами США на Дальнем Востоке и в конце того же месяца подал в отставку.

## Последние годы жизни
После ухода в отставку Марк Кларк согласился занять пост президента Военного колледжа Южной Каролины «Цитадель». Спустя два года он оставил эту должность, но остался почётным президентом колледжа.
В 1954 году Кларку было поручено возглавить специальную комиссию, занимавшуюся расследованием деятельности ЦРУ и других организаций подобного рода. В эти годы он занял резко антикоммунистическую позицию и, подобно сенатору Маккарти, искал повсюду следы коммунистической подрывной деятельности, в частности, обвиняя в ней правозащитные движения.
В 1962 году умерла дочь Кларка, а четыре года спустя его жена. В 1967 году он женился вторично, на Мэри Эплгейт. В 1970 году Кларк занял пост председателя Американской комиссии по военным памятникам.
Генерал Марк Кларк умер 17 апреля 1984 года в Чарльстоне.

## Мемуары
В 1950 и 1954 году вышли две книги мемуаров Марка Кларка — «Рассчитанный риск» (англ. Calculated Risk) и «От Дуная до Ялу» (англ. From the Danube to the Yalu).

## Мнения
Мнения современников и историков о Марке Уэйне Кларке расходятся. В то время как одни источники, в том числе его непосредственные командиры Дуайт Эйзенхауэр и Джейкоб Диверс, называют его талантливым офицером, обладающим талантом планирования операций, в других он назван тщеславной посредственностью. Критики Кларка ставят ему в вину как разрушение монастыря Монте-Кассино (в необходимости которого он выражал сомнения до получения прямого приказа, подвергаясь за своё нежелание атаковать монастырь критике в американской прессе), так и бросок на Рим, сделанный вместо того, чтобы попытаться замкнуть кольцо вокруг отступающей 10-й армии вермахта, а также гибель сотен солдат 36-й дивизии при попытке форсирования реки Рапидо.
Генерал Омар Брэдли писал, что назначение Кларка командующим 5-й армией накануне высадки в Италии было не лучшим выбором, так как тот не имел командного опыта. Негативно отзывался о Кларке и другой американский герой войны, Паттон, называвший его скользким типом и полагавший, что того больше интересует собственная карьера, чем победа в войне. В одном из своих писем Паттон писал, что все, кто служит под началом Кларка, постоянно рискуют, и что он хотел бы, чтобы с Кларком что-нибудь случилось.
В 1948 году Джейкоб Л. Диверс, начальник и предшественник Кларка в должности начальника штаба сухопутных войск армии США, давая ему высшую оценку за рабочие качества, характеризовал его как «холодного, утончённого, высокомерного, эгоистичного, умного, изобретательного, очень амбициозного офицера», способного быстро достигать отличного результата. С прочими оценками резко контрастирует мнение Шарля де Голля, называвшего Кларка простым и прямым человеком.